# High Seas Havoc
High Seas Havoc (キャプテンラング?, Captain Lang) è un videogioco a piattaforme sviluppato e pubblicato nel 1993 da Data East per Sega Mega Drive. Distribuito in Europa da Codemasters con il titolo Capt'n Havoc (conosciuto semplicemente come Havoc), del titolo è stata prodotta una versione coin-op.

## Modalità di gioco
La versione europea di High Seas Havoc ha uno stage mancante rispetto alle altre versioni, il primo stage Cape Sealph (prima della nave).